# Belinda Barasa
Belinda Nanjala Barasa, född 28 april 2001, är en kenyansk volleybollspelare (centerer). Hon spelar för Kenyas landslag samt för klubblaget Kenya Commercial Bank SC. Hon deltog med landslaget vid VM 2022 och vann afrikanska mästerskapet 2023 med dem.